# Sommer-Paralympics 2024/Teilnehmer (Turkmenistan)
| stlisierte Goldmedaille | stlisierte Silbermedaille | stlisierte Bronzemedaille |
| ----------------------- | ------------------------- | ------------------------- |
| —                       | —                         | —                         |

Turkmenistan entsandte eine Athletin zu den Paralympischen Sommerspielen 2024 in Paris. Als Fahnenträgerin bei der Eröffnungsfeier wurde Mayagozel Ekeyeva ausgewählt.

## Teilnehmer nach Sportart

### Powerlifting
| Frauen            |           |  |  |  |  |  |
| Mayagozel Ekeyeva | bis 86 kg |  |  |  |  |  |

fett: Gewerteter Versuch